# جون هولت (مغن مؤلف)
جون هولت (بالإنجليزية: John Holt)‏ هو مغن مؤلف جامايكي، ولد في 11 يوليو 1947 في كينغستون في جامايكا، وتوفي في 19 أكتوبر 2014 في لندن في المملكة المتحدة بسبب سرطان القولون.

## وصلات خارجية
- جون هولت على موقع IMDb (الإنجليزية)
- جون هولت على موقع ميوزك برينز (الإنجليزية)
- جون هولت على موقع إن إن دي بي (الإنجليزية)
- جون هولت على موقع أول ميوزيك (الإنجليزية)
- جون هولت على موقع ديسكوغز (الإنجليزية)